# Dendrobium xichouense
Dendrobium xichouense är en orkidéart som beskrevs av S.J.Cheng och Z.Z.Tang. Dendrobium xichouense ingår i släktet Dendrobium och familjen orkidéer. Inga underarter finns listade i Catalogue of Life.